# Тибла
Ти́бла (эст. tibla) — в разговорном эстонском языке презрительное прозвище представителей русскоязычного населения Эстонии. Согласно некоторым источникам, слово употребляется преимущественно в отношении людей, не доверяющих эстонскому государству, «понаехавшего быдла». В русскоязычных словарях слово почти не фиксируется, однако оно присутствует в эстонских словарях и в СМИ.

## Происхождение
Этимология слова достоверно неизвестна.
Популярная этимология связывает слово с переосмысленным русским матерным «ты, бля». Это обращение местные жители могли слышать от бойцов Красной Армии либо в армии Эстонии от русскоязычных сограждан. В эстонской фонетике словосочетание трансформировалось в более произносимое «тибла» и вошло в речевой обиход.

## Использование
По некоторым свидетельствам, сравнительно малочисленного русского меньшинства в самой довоенной Эстонии (в 1939 году русские составляли около 8 % её населения) это обращение поначалу, как правило, не касалось, хотя, например, таллинец Алексей Ридигер, позже — патриарх Московский и всея Руси Алексий II, вспоминает и об обратном:
Отношения в школе были нормальные: я учился в русских школах, но был период, когда я учился на русском отделении эстонской школы. Проявления национализма случались сравнительно редко, порой русских называли «вене тибла», т. е. «русское меньшинство» в презрительном значении этого слова.
Бежавший из плена в 1944 году Константин Киляков вспоминал о своём пребывании в 1941 году в Таллинской тюрьме вместе с несколькими эстонскими уголовниками:
Эстонцы очень плохо относились к русским. Они обзывали нас бранной кличкой «тибла», заставляли нас спать у параши… Разговаривать по-русски они не хотели и на любой вопрос неизменно отвечали — «тибла».
Ai-tshih-ai-tshah-ai-tshah ai velled
me metsavennad oleme,
ai-tshih-ai-tshah-ai-tshah ai velled
me metsavennad eestlased.
Краткое содержание: «Там, в домике на опушке, где жили мои родители, там теперь устроили гнездо красные. Мы лесные братья, мы братья-эстонцы, да, нет у нас ни сента денег и нам приходится жить в лесу, но тиблам служить мы не можем и не желаем.»
В послевоенной Эстонской ССР выражение использовалось среди националистически настроенной части эстонского населения. В частности, оно присутствует в «Песне лесных братьев», подпольного антисоветского партизанского движения эстонских националистов. Было бы неверно считать, что подобное отношение было характерно для всех или даже для большей части эстонцев, употреблять оскорбительную нецензурную кличку обычно стеснялись. Однако после обретения республикой независимости в 1991 году понятие «тибла» прочно вошло в обычный лексикон, а с 2000-х годов оно стало употребляться средствами массовой информации, как эстоно-, так и русскоязычными. Сергей Мальцев, «Молодёжь Эстонии», пишет об этом так:
Эстонский интеллигент... в журнальчики времён первой республики заглянул, ...нашёл сибулявенеласет. Попробовал в печати, а оно не работает. Уж больно не похожа постсоветская диаспора на мирных причудских огородников... Нашли слово непечатное тибла и всей эстонской интеллигенцией на это слово цензуру отменили. Писать и печатать стали это слово от забора до портала.

## Аналогичные слова
Создание оскорбительных националистических кличек у русскоязычных и эстоноязычных жителей шли параллельно: если в середине-конце XX века среди националистически настроенных русских в отношении эстонцев было распространено слово кураты/курады (в переводе — «черти»), ныне это слово во многом поблёкло (некоторые считают его даже устаревшей детской «дразнилкой»). Аналогичная судьба, видимо, постигла и понятие турмала, турмалаец. Однако им на смену приходит новое — талапы, талапонцы.

## Случаи использования, получившие огласку
Отдельные случаи использования слова «тибла» получили заметную огласку.

### «Пустоголовые»
По-видимому, первым получившим широкую известность в СМИ случаем публичного употребления в современной Эстонии оскорбительной клички «тибла» был перевод американской комедии 1994 года Airheads («Пустоголовые»). В одной из сцен фильма слово «retards» («недоумки», «умственно отсталые») было переведено в титрах как «tavalised tiblad» («обычные тиблы»).
Перевод фильма был осуществлён в 2002 году эстонским отделением компании SDI Media, непосредственно над этим текстом работала литературовед Энекен Лаанес. Согласно её объяснениям, жаргонизм «tiblad» был ею использован, чтобы придать речи героев более живой оттенок, а об оскорбительности слова для части телезрителей она тогда не подумала. Лаанес извинилась за перевод и заявила в интервью, что произошедшее с её стороны было ошибкой.

### Будь правильным эстонцем
11 декабря 2002 года газета «Eesti Päevaleht» опубликовала рекламное объявление, текст которого гласил: «Ei loe Eesti Päevalehte? Järelikult tibla!» («Не читаешь Eesti Päevaleht? Значит, тибла!»). Вероятно, «Eesti Päevaleht» в рекламе намекала на своего популярного юмористического литературного персонажа Ивана Орава (эст. Ivan Orav, в переводе — «Белкин») — гротескового шаржа на эстонского националиста, основным интересом которого является охота на тиблов. Появление оскорбительной рекламы вызвало значительный резонанс в прессе и властных структурах. В связи с этой публикацией депутаты партии ОНПЭ направили соответствующие запросы канцлеру юстиции Эстонии и Совету по СМИ.
Пресс-секретарь канцлера юстиции Эстонии Аллара Йыкса (Allar Jõks) сообщил, что у канцлера нет полномочий для правового надзора за деятельностью газеты, поскольку она является частным юридическим лицом. По мнению канцлера, вопрос о том, призывает ли упомянутый текст к ненависти или насилию, относится к компетенции уголовного законодательства, и канцлер не должен подменять своей оценкой решение суда. Вице-председатель Совета по СМИ профессор Эпп Лаук (Epp Lauk) сообщила от имени Совета, что использование в рекламе слова tibla действительно выглядит как противопоставление эстонцу представителя другой национальности, в первую очередь, русского (или шире — восточного славянина), и что Совет считает рассматриваемое рекламное объявление противоречащим правилам приличия.

### «Тиблы не обслуживаются»

Скриншот сайта фирмы Siili Majahooldus до взлома.

Ряд случаев относится ко времени конфликта вокруг переноса Бронзового солдата с таллинской площади на холме Тынисмяги, произошедшего в апреле-мае 2007 года.
В частности, Eesti Päevaleht при описании поведения диспетчера такси фирмы Tulika Takso, отказавшего потенциальному клиенту в поиске нужного адреса, порекомендовавшего ему идти учить эстонский язык и бросившего телефонную трубку, предложила компании новый слоган «В эстонском такси тиблы не обслуживаются!» (эст. Eesti takso tiblat ei teeninda!). Таллинская компания по обслуживанию недвижимости Siili Majahooldus OÜ вывесила на своём сайте соответствующее примечание: «Тиблов не обслуживаем!» (эст. Tiblasi me ei teeninda!). Эти и другие случаи получили резонанс в эстонской и российской прессе.